# Ангела Меркель
А́нгела (А́нґела) Дороте́я Ме́ркель (нім. Angela Dorothea Merkel), при народженні Каснер (нар. 17 липня 1954, Гамбург) — німецька політична діячка, Федеральний канцлер Німеччини з 2005 року до 2021 року. Очільниця Християнсько-демократичного союзу (2000—2018), лідерка опозиції від 2002 до 2005 року. Меркель є першою жінкою на посаді Федерального канцлера Німеччини; її також часто називали де-факто лідеркою Європейського Союзу і найвпливовішою жінкою у світі. 
З початку повномасштабного вторгнення Росії в Україну 2022 року політична спадщина Меркель була піддана критиці в Німеччині та за кордоном через її відносно хороші стосунки з Росією та збільшення залежності німецької економіки від Росії, а також скорочення армії, яке відбулося під час її перебування на посаді.

## Коротка біографія
Ангела Каснер народилася у Гамбурзі, що тоді належав до Західної Німеччини. У ранньому дитинстві її батьки переїхали до Східної Німеччини.
1986 року Меркель здобула науковий ступінь з квантової хімії і працювала як науковиця до 1989 року.
Почала займатися політикою на тлі «осені народів» 1989 року — падіння комуністичних режимів та лібералізації Центрально-Східної Європи. Нетривалий час була заступницею прессекретаря у першому демократично обраному уряді Східної Німеччини, який очолював Лотар де Мезьер. Після возз'єднання Німеччини 1990 року була обрана до Бундестагу від землі Мекленбург-Передня Померанія. Як протеже канцлера Гельмута Коля, була призначена на посаду міністра у справах жінок та молоді 1991 року, а 1994 року очолила федеральне міністерство у справах довкілля, охорони природи та ядерної безпеки. Після поразки Християнсько-демократичного союзу на федеральних виборах 1998 року була обрана на посаду генерального секретаря ХДС, а через два роки очолила партію після відставки Вольфганга Шойбле внаслідок політичного скандалу, і стала першою в історії жінкою на чолі ХДС.
Від 2002 до 2005 року була лідеркою опозиції, а за результатами федеральних виборів 2005 року стала Федеральним канцлером Німеччини, замінивши на цій посаді Гергарда Шредера. Очолила «велику коаліцію» у складі ХДС, її братньої баварської партії Християнсько-соціальний союз (ХСС) та Соціал-демократичної партії (СДП). Ангела Меркель стала першою жінкою на посту канцлера. На федеральних виборах 2009 року ХДС/ХСС отримала найбільшу кількість голосів і був створений коаліційний уряд разом із Вільною демократичною партією (ВДП). На виборах 2013 року ХДС/ХСС здобула вирішальну перемогу із понад 41.5 % голосів. Була сформована «друга велика коаліція» разом із ФДП. На виборах 2017 року під лідерством Меркель ХДС/ХСС учетверте фракція партії була найбільшою в Бундестазі, і Меркель була знову обрана на посаду Федерального канцлера.
У зовнішній політиці Меркель фокусується на міжнародній співпраці, зокрема у контексті Європейського Союзу та НАТО, а також у рамках посилення трансатлантичних економічних зв'язків. 2007 року Меркель обіймала посаду Голови Європейської Ради, на якій зіграла ключову роль в укладенні Лісабонської угоди. Відіграла важливу роль у боротьбі з глобальною фінансовою кризою 2008 року та з європейською борговою кризою.
У внутрішній політиці до ключових досягнень Меркель належить програма «Energiewende» — енергетичний розвиток країни, перехід до відновлювальних джерел енергії та зменшення викидів парникових газів. Також важливими темами її правління були реформа Бундесверу, реформа системи охорони здоров'я, відповідь Німеччини європейській міграційній кризі та боротьба з пандемією COVID-19.
2018 року Меркель залишила посаду очільниці ХДС та оголосила, що не буде балотуватися на п'ятий термін на посаду канцлера на виборах 2021 року.
8 грудня 2021 року завершила перебування на посаді федерального канцлера Німеччини.

## Ранні роки
Ангела Доротея Каснер народилася 17 липня 1954 року в Гамбурзі у родині лютеранського пастора, уродженця Берліна Горста Каснера (1926—2011; прізвище при народженні Кажмерчак) і вчительки англійської й латинської мови, уродженки Гданська Герлінди Каснер (1928—2019; до шлюбу Єнщ). У неї є молодші брат і сестра — Маркус Каснер, фізик, та Ірен Каснер, працетерапевтка.
Після народження Ангели сім'я переїхала до НДР, де батько очолив парафію у містечку Темплін. Він відкрив семінарію в НДР і керував будинком для людей з інвалідністю. Утримувався від будь-якої публічної критики режиму, що надавало йому певні привілеї: мав у розпорядженні два автомобілі та можливість часто виїжджати на захід. Таким дивним чином східнонімецька влада висловлювала йому свою довіру, впевнена, що пастор — переконаний комуніст. У юності Ангела була в піонерській організації, Комуністичному союзі молоді та водночас у молодіжній організації християнських демократів. У школі добре опанувала російську мову, пізніше вивчила англійську. У дитинстві та юності Ангела Каснер мала прізвисько серед своїх ровесників «Касі» від її прізвища Каснер.
1978 року закінчила фізичний факультет Лейпцизького університету, 1986 року захистила дисертацію. Від 1978 до 1990 року працювала в Центральному інституті фізичної хімії Академії наук НДР.
Рано вступила в шлюб з фізиком Ульріхом Меркелем, з яким незабаром розлучилася і зійшлася з професором Йоахімом Зауером, на той час розлученим батьком двох дітей.

## Політична кар'єра
1989 року, після падіння Берлінської стіни, Ангела Меркель вступила до організації «Німецька вільна молодь» (Freie Deutsche Jugend), покликаної керувати молоддю, відданою державі, і стала активісткою Партії демократичного відновлення, де обійняла посаду секретаря Департаменту агітації і пропаганди. Так вона стає однією з головних експерток із політичної комунікації в НДР. За службовим обов'язком, науковим і політичним, Меркель часто їздить у країни радянського блоку, зокрема до Москви, тим більше, що вона вільно володіє російською. Через кілька місяців Ангела Меркель раптово змінює свій політичний табір і вступає до організації «Демократичний прорив» (Demokratischer Aufbruch) — нового руху, ініційованого західнонімецькою християнською демократією. Їй відразу доручають ті ж функції, тільки тепер її нова посада називається на західнонімецький зразок: «прессекретар».
Після останніх парламентських виборів у НДР Меркель увійшла до уряду Лотара де Мезьєра, останнього кабінету міністрів НДР, і стала прессекретарем голови уряду, хоча її організація «Демократичний прорив» отримала лише 0,9 % голосів. У цей період вона бере активну участь у «переговорах 2+4», які поклали початок чотиристоронній угоді про статус Берліна і його окупації союзниками, а також у переговорах з приводу об'єднання Німеччини, які Кондоліза Райс веде з Вашингтону. Щоб уникнути масованої еміграції на захід, Меркель без зволікання запустила процес інтеграції НДР у ринкову економіку і зону марки.
У цей час її партнера Йоахіма Зауера найняла американська фірма «Біосим Текнолоджі» (Biosym Technology). Цілий рік він провів у Сан-Дієго (Каліфорнія) в лабораторії компанії, що працює на Пентагон. Потім він стає експертом в «Акселріс» (Accelrys), іншій компанії в Сан-Дієго, що працює на Пентагон. Меркель, зі свого боку, удосконалює свою англійську: тепер вона говорить нею вільно.
Після об'єднання Німеччини 1990 року Меркель вступила до Християнсько-демократичного союзу (ХДС), який був тоді при владі. У грудні того ж року її обрано депутаткою Бундестагу.

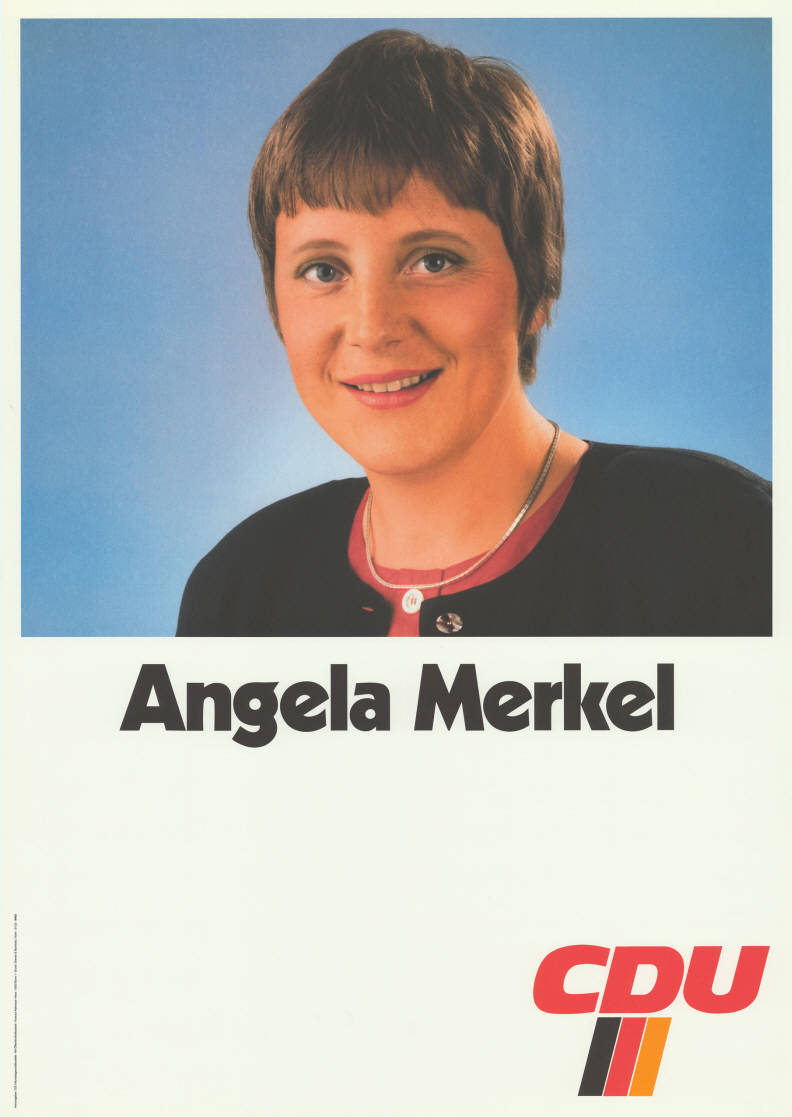
Ангела Меркель на плакаті ХДС 1995 року

В уряді Гельмута Коля Меркель стала міністеркою у справах жінок і молоді. Від 1991 року Меркель віцеголова Християнсько-демократичного союзу. 1994 року перейшла на посаду міністерки навколишнього середовища. 1998 року партія ХДС була змушена піти в опозицію, а навколо Гельмута Коля вибухнув скандал із приводу незаконних зовнішніх пожертвувань на рахунки ХДС. Скандал зачепив також і голову ХДС Вольфганга Шойбле, і той змушений був піти у відставку.
Ангела Меркель відреклася від Коля і зажадала від партійного активу змінити керівництво ХДС і почати партійне «відновлення». У квітні 2000 року 96 % членів партії обрали її наступницею Шойбле на посаду голови ХДС. Цей успіх був особливо примітний на тлі того, що Меркель — жінка, східна німкеня і протестантка, вкрай нетипова для цієї партії. 2002 року Меркель погодилася на єдину кандидатуру на посаду федерального канцлера від ХДС/ХСС — прем'єр-міністра Баварії Едмунда Штойбера. Штойбер вибори програв і це підсилило внутрішньопартійні позиції Меркель. 2003 року Меркель демонстративно підтримала американське вторгнення в Ірак, поїхавши до США. 2004 року вона домоглася обрання кандидата від ХДС/ХСС Горста Келера на посаду президента Німеччини.
Після несподіваної ініціативи Ґерхарда Шредера про дострокові вибори 2005 року, Ангела Меркель була обрана кандидаткою від ХДС/ХСС на посаду федерального канцлера Німеччини. На виборах коаліція ХДС/ХСС випередила СДП всього на 1 %.
За результатами виборів у Бундестаг блок ХДС/ХСС і вільних демократів випередив СДП із «зеленими» усього на три голоси. У зв'язку з нездатністю сформувати стійку парламентську більшість християнським демократам довелося піти на створення «великої» коаліції із СДП — вдруге в історії ФРН.

#### «Велика коаліція»

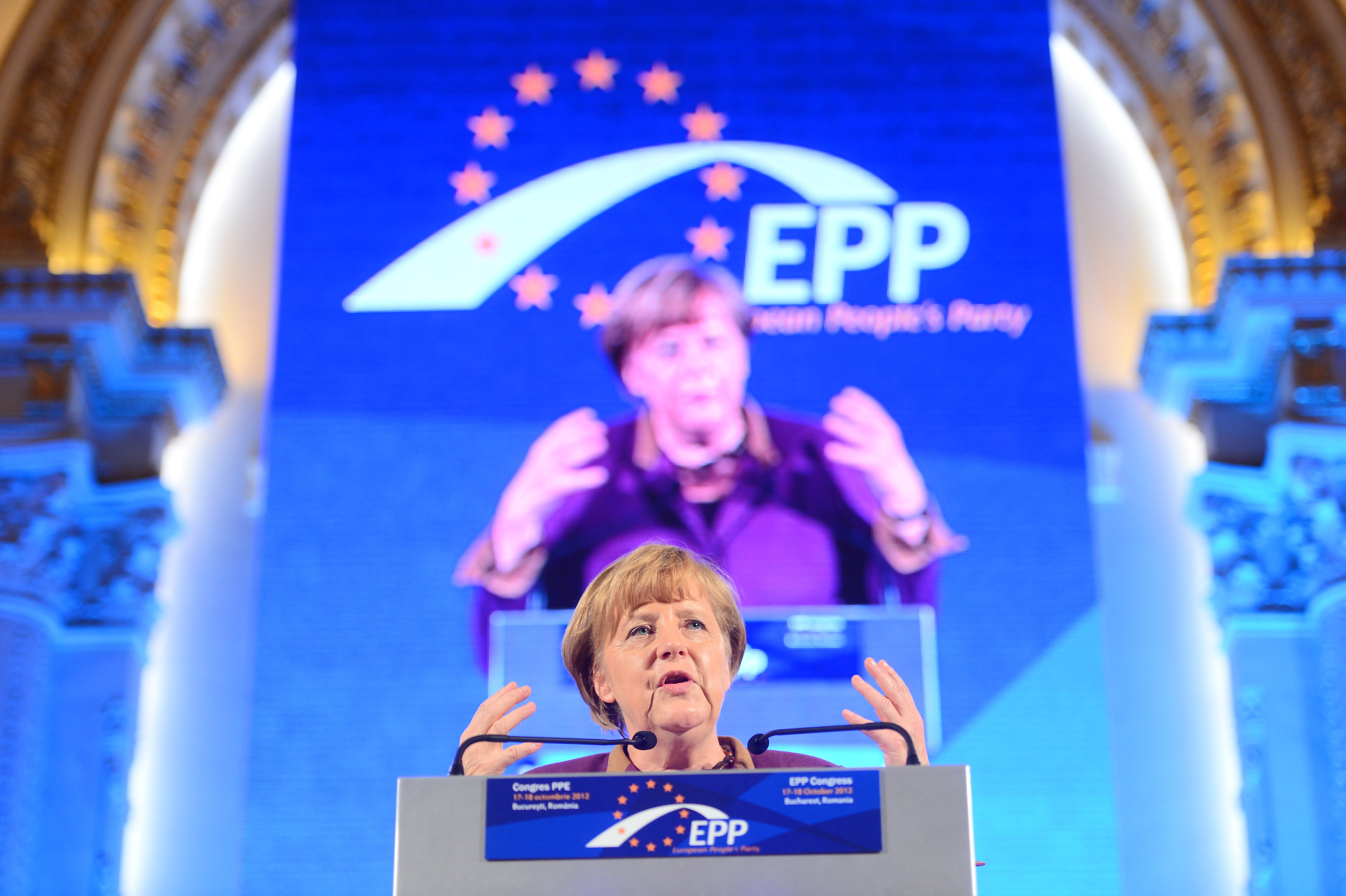
Ангела Меркель на з'їзді ЄНП, 2012

10 жовтня 2005 року голова Християнсько-соціального союзу, прем'єр-міністр Баварії Едмунд Штойбер повідомив, що на переговорах про формування «великої» панівної коаліції, які проводили Ангела Меркель, Ґерхард Шредер і голова СДП Франц Мюнтеферінг, було вирішено, що Ангела Меркель стане новим канцлером Німеччини.
В обмін на згоду на канцлерство Ангели Меркель СДП мало отримати у майбутньому кабінеті 8 міністерських портфелів: закордонних справ, фінансів, юстиції, праці, з питань охорони довкілля, охорони здоров'я, транспорту, а також економічного співробітництва і розвитку.
До ХДС/ХСС — поряд з керівником відомства федерального канцлера в ранзі міністра — відходять посади міністрів оборони, внутрішніх справ, економіки, сім'ї, освіти, а також сільського господарства.
Тим часом Ґерхард Шредер заявив, що його не буде в наступному уряді ФРН. Раніше не виключалося, що він може обійняти в новому уряді посаду віцеканцлера і міністра закордонних справ.
22 листопада 2005 року Ангела Меркель була обрана федеральним канцлером Німеччини, 397 депутатів Бундестагу проголосували «за», 202 — «проти», 12 — «утрималися».

### Консервативно-ліберальна коаліція
27 вересня 2009 року в Німеччині відбулися парламентські вибори, за результатами яких була сформована коаліція між блоком ХДС/ХСС та вільними демократами. 28 жовтня Федеральний канцлер Німеччини Меркель була переобрана на посаду голови уряду ФРН за підсумках виборів до Бундестагу і коаліційних переговорів.

### Друга велика коаліція
17 грудня 2013 року було офіційно приведено до присяги новий коаліційний уряд ХДС/ХСС і СДП на чолі з Ангелою Меркель.

### Політичні позиції

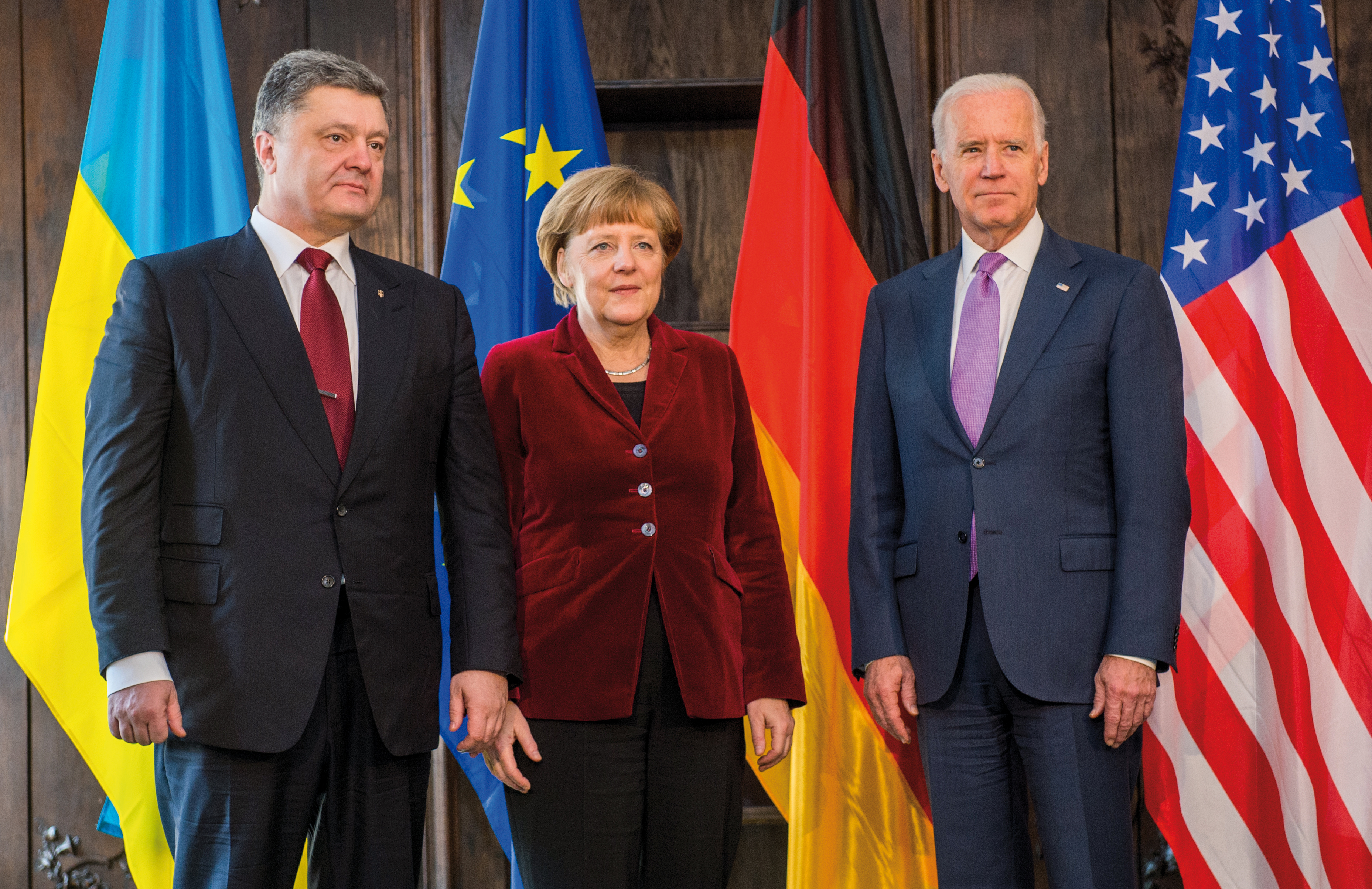
Ангела Меркель, Петро Порошенко та Джо Байден, 2015

У зовнішній політиц Ангелаі Меркель відома своєю беззастережною підтримкою американського курсу, виступаючи за зближення зі США. Але після того, як на президентських виборах 2016 року переміг Дональд Трамп, відносини між Німеччиною та США погіршились. Трамп критикував Німеччину за малі витрати на оборону в рамках НАТО — 1,23% від свого ВВП, тоді як США — 3,39%. Також Трамп розкритикував план Німеччини щодо будівництва газопроводу «Північний потік — 2» та за закупівлі російського газу і заявив, що розглядає можливість введення санкцій США проти газового проєкту «Північний потік — 2». Він був переконаний, що саме Німеччина може заблокувати цей процес, переставши купувати російський газ. На думку Трампа, «Німеччина стала заручницею Росії». У відповідь Меркель нагадала, що раніше частина її країни була під контролем іншої держави, але тепер Берлін проводить свою зовнішню політику і сам ухвалює потрібні йому рішення. Канцлерка заявила, що «на своєму досвіді» знає, як це, коли частина Німеччини контролюється Радянським Союзом.
Ангела Меркель неодноразово критикувала Ґерхарда Шредера за «надмірну» дружбу з Володимиром Путіним і заявляла, що, в разі обрання канцлеркою, займе твердішу позицію щодо до Росії. Меркель мала намір розбити «тріумвірат» Шредера з Жаком Шираком і Володимиром Путіном і поліпшити відносини з США та країнами Східної Європи.
Меркель є послідовною противницею прийняття Туреччини до Європейського Союзу. Найбільше, що вона згодна надати Туреччині, — «привілейоване партнерство». Також у березні 2010 року, після того, як економіка Греції опинилась на межі дефолту, Ангела Меркель заявила, що Єврозоні необхідний механізм виключення з неї окремих країн за систематичне порушення правил фінансової стабільності.
Під час Уельського саміту НАТО 2014 року Меркель виступила за інтенсивнішу співпрацю між Україною та альянсом. Водночас вона заявила, що «про членство України в НАТО не йдеться».
15 січня 2015 року під час офіційної заяви в Берліні Меркель помилково заявила, що антисемітизм є урядовим та громадянським обов'язком Німеччини. У виправленому варіанті промови зазначається, що в Німеччині не повинно бути місця для ненависті до євреїв та мусульман.
Меркель вважала можливим вихід Великої Британії з Євросоюзу. 19 січня 2019 року вона заявила, що зробить все, щоб Велика Британія залишила ЄС з угодою, оскільки на ній лежить історична відповідальність. Водночас вона заявила, що Німеччина поважає рішення Британії вийти і навіть після «Brexit» Велика Британія повинна бути важливим партнером.
Ангела Меркель підтримала введення санкцій проти Росії на тлі війни на сході України. 8 січня 2015 року під час зустрічі з Арсенієм Яценюком Меркель заявила, що частину санкцій проти Росії, які не стосуються Криму, можна буде зняти лише після того, коли Росія виконає Мінські угоди. 2 лютого Меркель заявила, що Німеччина не постачатиме в Україну зброю, і наголосила на потребі мирного вирішення конфлікту на Донбасі. У червні 2015 року Меркель заявила, що конфлікт на Донбасі став екзаменом у відносинах Німеччини й Росії.
21 серпня 2019 року Ангела Меркель та прем'єр-міністр Великої Британії Борис Джонсон не підтримали повернення Росії до «Великої сімки». Меркель заявила, що щодо України не було «достатньо прогресу».
У внутрішній політиці вона мала намір продовжити курс реформ Ґерхарда Шредера, однак «іншими способами». Її головною оголошеною метою було створення робочих місць і підтримка економіки за рахунок зменшення соціальних допомог.

### Стосунки з Росією
У середині грудня 2021 року, уже після відставки Меркель з поста Канцлерки ФРН і на тлі зростання імовірності повторної атаки Російською федерацією України, німецький Bild опублікував статтю, в якій повідомив, що уряд Ангели Меркель заблокував надання Україні озброєння по лінії НАТО з травня 2021 року. Таке вето Німеччини викликало хвилю обурення в аналітиків та експертів оборонної галузі. Зокрема, різкими висловлюваннями в британській Financial Times відзначився новопризначений Міністр оборони України Олексій Резніков.
Після початку повномасштабного вторгнення російської федерації в Україну 24 лютого 2022 року канцлерка Ангела Меркель зайняла неоднозначну позицію щодо війни та членства України в НАТО. «Ініціювання можливого членства України та Грузії в НАТО, яке обговорювалося у 2008 році, на мій погляд, було помилковим. Обидві країни не відповідали вимогам, і ніхто навіть не замислювався над тим, які наслідки матиме таке рішення, як з точки зору реакції Росії проти Грузії та України, так і для НАТО та її правил надання допомоги», — заявила ексканцлерка. Вона заступилася за Мінські угоди, назвавши їх — спробою дати Україні час.
Меркель виправдовує використання Німеччиною російського газу. «Дорожчий скраплений газ довелося б купувати у Катару чи Саудівської Аравії, а можливість імпортувати його зі США з'явилася лише згодом. Таке рішення однозначно поставило б під загрозу нашу конкурентоспроможність. Сьогодні ми діємо так під тиском війни, і я це схвалюю, тоді це було б набагато важче політичне рішення», — сказала пані Меркель.

## Рейтинги довіри
Згідно із соцопитуванням, яке проводилось у вересні 2015 року, політику Ангели Меркель підтримували 63 % німців. Це був найнижчий рівень підтримки Меркель з грудня 2012 року. Найбільше Меркель критикували за її політику щодо мігрантів та недостатньо швидке засудження насильницьких антимігрантських протестів. Протягом серпня до Німеччини прибули приблизно 104 тисяч мігрантів. У листопаді 2016 59 % німців підтримало переобрання Меркель канцлеркою після виборів до Бундестагу 2017 року.
Опитування соціологічного інституту Kantar Emnid, проведене на замовлення медіагрупи Funke у липні 2018 року, показувало, що німці більше довіряють французькому президенту Емманюелю Макрону, ніж Ангелі Меркель. Їй довіряли 51 % співвітчизників, тоді як не довіряли — 45 %, тоді як Макрону довіряли 55 % німців. Серед тих, хто висловили недовіру Меркель і Макрону, найбільше було прибічників правопопулістської партії «Альтернатива для Німеччини».
Вийшло нове слово, пов'язане з політичною діяльністю Ангели Меркель, — «меркельничати». Продовжує досить активно вживатися термін «меркелізм», яким називають її політику. Її прізвище стало вдячним матеріалом і для опису політичних союзів: після 2012 року «Меркозі» (Меркель + Саркозі) трансформувалося в «МеркОлланд» (Меркель + Олланд). Варіації з «Мерк» досягли такої популярності, що виникло новий дієслово — merkeln: «меркелити», «меркельничати», «косити під Меркель» — вживається для позначення стану байдикування, ухилення від відповідей і відкладання рішень.

## Особисте життя
Ангела Меркель одружена вдруге, дітей не має. Першим її чоловіком, з яким вона одружилася 1977 року ще в Лейпцигу, був Ульріх Меркель (Ulrich Merkel). Познайомилася з ним на третьому курсі. Розлучилася після переїзду в Берлін після університету (розійшлися 1981 року, за рік до офіційного розлучення). Після розлучення залишила шлюбне прізвище. Другий чоловік — професор теоретичної і фізичної хімії Університету ім. Гумбольдта Йоахім Зауер. Почали зустрічатися 1984 року, коли Зауер ще був у шлюбі. 30 грудня 1998 року вони одружилися.

## Відзнаки та нагороди
- Журнал «Форбс» 24 серпня 2011 року назвав Ангелу Меркель найвпливовішою жінкою сучасності[59].
- У 2021 році статую Ангели Меркель встановили у Верхньому Пфальці (Німеччина). Скульптура створена в натуральну величину, висотою 2,7 метра. Як повідомило видання SRF, статуя була відкрита в Tempel Museum Etsdorf у жовтні 2021 року, коли Ангела Меркель ще була на канцлерській посаді[60].
- Орден Свободи (Україна, 22 серпня 2021) — за визначні особисті заслуги у зміцненні українсько-німецького міждержавного співробітництва, підтримку державного суверенітету та територіальної цілісності України[61].

## В культурі
Власник одного з берлінських авторесайклінгів (нім. Recyclinghof) виявив за реєстраційним документом (нім. Fahrzeugbrief), що списаний на брухт «Golf II» з 190.000 км пробігу на одометрі, колись належав Ангелі Меркель. Це було перше «західне авто» майбутньої канцлера, вона їздила на ньому в 1990—1995 роках, після чого «Гольф» ще рік належав її чоловіку, а потім був у інших власників. Господар ресайклінгу реставрував автомобіль, повністю його перефарбувавши, у середині квітня 2012 виставив на аукціон eBay. Після того, як ставки досягли 130.000 євро, виявилось, що ніхто серйозно не збирався купувати авто, а більшість ставок зробили жартівники, власник зняв авто з торгів. З другої спроби йому вдалось продати Гольф на eBay за 10.165,02 євро.
Для порівняння — перший «Golf» Папи Бенедикта XVI був проданий на аукціоні 2005 року за 188.938,88 євро.